# Parma
Parma es una ciudad italiana, capital de la provincia de Parma, dentro de la región de Emilia-Romaña. Antigua capital del histórico Ducado de Parma, cuenta con una notoria arquitectura medieval y bellos bosques que rodean la ciudad. El monumento más importante quizá sea la catedral (o Duomo) de estilo románico, en cuya cúpula se encuentra un famoso fresco sobre la Asunción de la Virgen pintado por Correggio. Junto a la catedral se sitúa el baptisterio, obra maestra del arquitecto y escultor Benedetto Antelami. La ciudad alberga, entre otros, el teatro de ópera Teatro Regio y el pequeño Teatro Farnesio, completamente en madera. Es también conocida por su industria agroalimentaria. Dos grandes empresas alimentarias de esta ciudad son Parmalat y Barilla.

## Geografía
Parma está situada entre la cordillera de los Apeninos y la llanura del río Po. La ciudad está atravesada y dividida en dos partes por el pequeño río Parma, afluente del Po.

### Clima
| Parámetros climáticos promedio de Parma (normales 1991−2020)               | Parámetros climáticos promedio de Parma (normales 1991−2020) | Parámetros climáticos promedio de Parma (normales 1991−2020) | Parámetros climáticos promedio de Parma (normales 1991−2020) | Parámetros climáticos promedio de Parma (normales 1991−2020) | Parámetros climáticos promedio de Parma (normales 1991−2020) | Parámetros climáticos promedio de Parma (normales 1991−2020) | Parámetros climáticos promedio de Parma (normales 1991−2020) | Parámetros climáticos promedio de Parma (normales 1991−2020) | Parámetros climáticos promedio de Parma (normales 1991−2020) | Parámetros climáticos promedio de Parma (normales 1991−2020) | Parámetros climáticos promedio de Parma (normales 1991−2020) | Parámetros climáticos promedio de Parma (normales 1991−2020) | Parámetros climáticos promedio de Parma (normales 1991−2020) |
| Mes                                                                        | Ene.                                                         | Feb.                                                         | Mar.                                                         | Abr.                                                         | May.                                                         | Jun.                                                         | Jul.                                                         | Ago.                                                         | Sep.                                                         | Oct.                                                         | Nov.                                                         | Dic.                                                         | Anual                                                        |
| -------------------------------------------------------------------------- | ------------------------------------------------------------ | ------------------------------------------------------------ | ------------------------------------------------------------ | ------------------------------------------------------------ | ------------------------------------------------------------ | ------------------------------------------------------------ | ------------------------------------------------------------ | ------------------------------------------------------------ | ------------------------------------------------------------ | ------------------------------------------------------------ | ------------------------------------------------------------ | ------------------------------------------------------------ | ------------------------------------------------------------ |
| Temp. máx. media (°C)                                                      | 6.9                                                          | 9.9                                                          | 15.5                                                         | 19.0                                                         | 24.4                                                         | 28.9                                                         | 31.5                                                         | 31.0                                                         | 25.4                                                         | 18.5                                                         | 11.9                                                         | 7.2                                                          | 19.2                                                         |
| Temp. media (°C)                                                           | 3.9                                                          | 6.0                                                          | 10.7                                                         | 14.2                                                         | 19.2                                                         | 23.5                                                         | 25.9                                                         | 25.6                                                         | 20.7                                                         | 15.0                                                         | 9.2                                                          | 4.6                                                          | 14.9                                                         |
| Temp. mín. media (°C)                                                      | 1.0                                                          | 2.2                                                          | 6.0                                                          | 9.4                                                          | 14.0                                                         | 18.1                                                         | 20.3                                                         | 20.2                                                         | 15.9                                                         | 11.5                                                         | 6.6                                                          | 1.9                                                          | 10.6                                                         |
| Precipitación total (mm)                                                   | 57                                                           | 55                                                           | 65                                                           | 76                                                           | 73                                                           | 56                                                           | 37                                                           | 48                                                           | 67                                                           | 96                                                           | 84                                                           | 73                                                           | 777                                                          |
| Fuente n.º 1: Istituto Superiore per la Protezione e la Ricerca Ambientale |                                                              |                                                              |                                                              |                                                              |                                                              |                                                              |                                                              |                                                              |                                                              |                                                              |                                                              |                                                              |                                                              |
| Fuente n.º 2: Archivio climático Enea-Casaccia (precipitación 1961–1990)   |                                                              |                                                              |                                                              |                                                              |                                                              |                                                              |                                                              |                                                              |                                                              |                                                              |                                                              |                                                              |                                                              |

## Historia
Ver Ducado de Parma

## Demografía
| Gráfica de evolución demográfica de Parma entre 1861 y 2011                               |
|                                                                                           |
| fuente ISTAT e/o Uffico Statistico Provincia di Parma - elaboración gráfica por Wikipedia |

## Educación
|  | Universidad          | Fundación | Acrónimo | Tipo    |
|  | -------------------- | --------- | -------- | ------- |
|  | Universidad de Parma | 1117      | UNIPR    | Pública |

## Transportes
|  | Aeropuerto          | Código IATA | Código OACI |
|  | ------------------- | ----------- | ----------- |
|  | Aeropuerto de Parma | PMF         | LIMP        |

## Cultura

### Literatura
Stendhal localizó gran parte de su obra La cartuja de Parma (La chartreuse de Parme) en la ciudad.

### Gastronomía
Entre las especialidades gastronómicas de la ciudad se encuentran el queso parmesano o parmigiano reggiano (que comparte con Reggio Emilia) y el jamón de Parma.

### Arquitectura

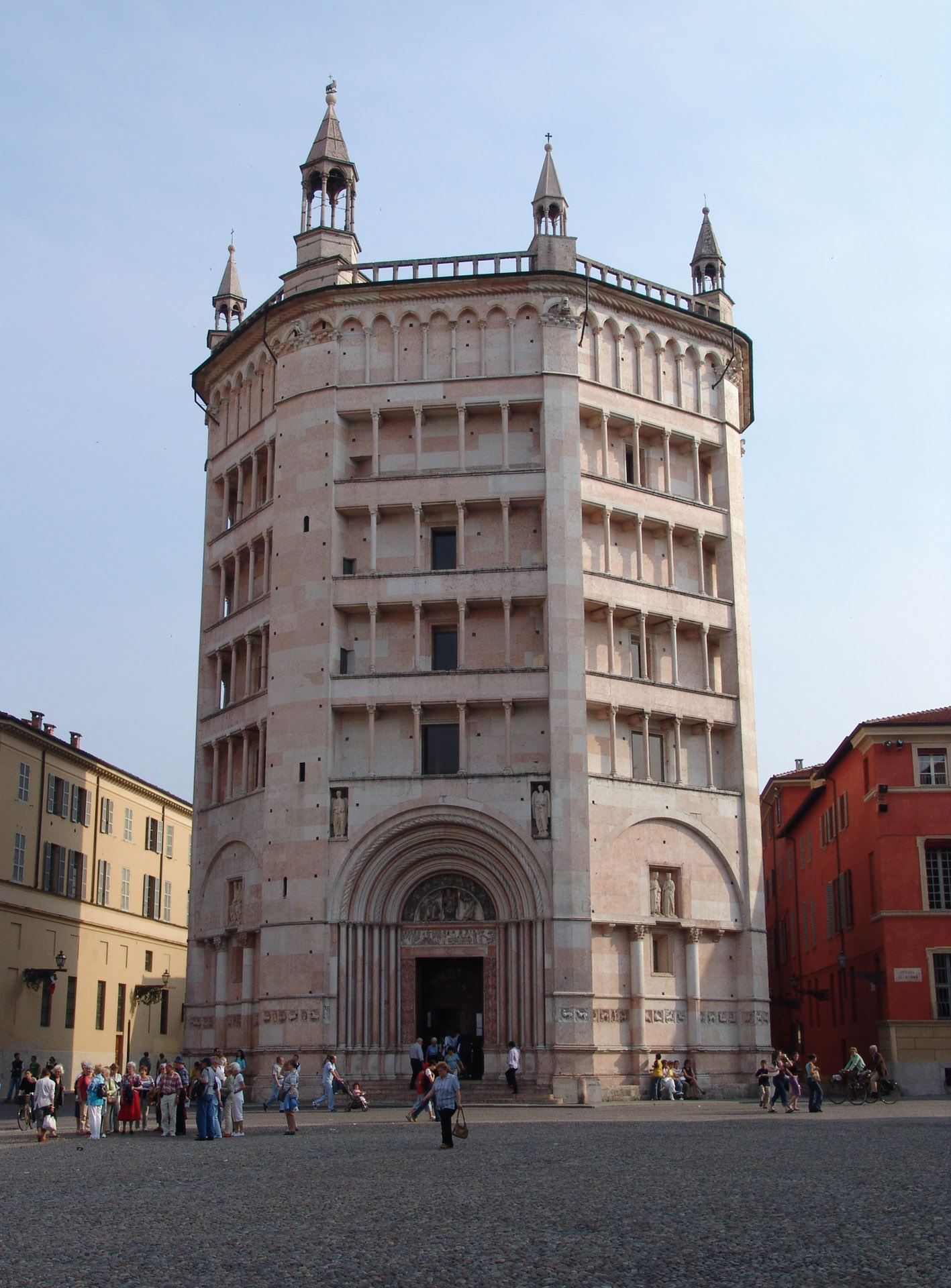
Baptisterio de Parma (1196-1270)

Entre los lugares de interés de Parma están sus palacios:
- El Palacio de la Pelota o Palazzo della Pilotta (1583). Alberga la Academia de Bellas Artes con artistas de la escuela de Parma, la Biblioteca Palatina, la Galería Nacional Farnesio, el Museo Arqueológico, el Museo Bodoni y el Teatro Farnesio.
- El Palacio Ducal, erigido a partir de 1561 para el duque Octavio Farnesio sobre un diseño de Jacopo Vignola. Construido sobre la zona de lo que previamente era un castillo Sforza, fue ampliado en los siglos XVII y XVIII. Incluye el Palazzo Eucherio Sanvitale, con interesantes decoraciones que datan del siglo XVI y atribuidas a Gianfrancesco d'Agrate, y un fresco de Parmigianino. Anejo está el Parque Ducal, obra también de Vignola. Fue transformado en un jardín al estilo francés en 1749.
- El Palazzo del Comune («Palacio del Ayuntamiento»), construido en 1627.

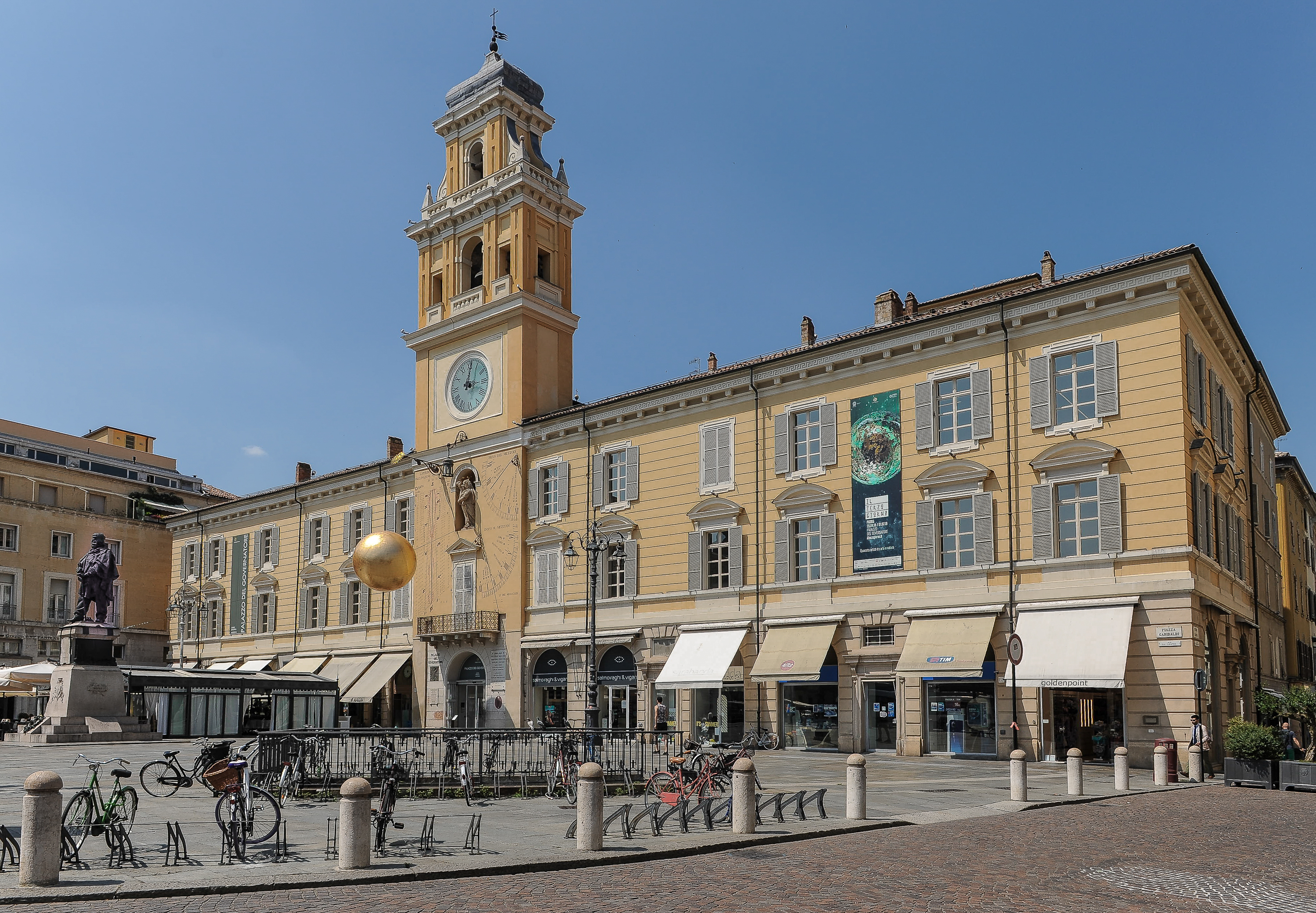
El Palacio del Gobernador en la Plaza Garibaldi.

- El Palazzo del Governatore («Palacio del Gobernador»), que data del siglo XIII.
- El Palacio del Obispo (1055).
- El Ospedale Vecchio («Hospital Viejo»), creado en 1250 y más tarde renovado en tiempos del Renacimiento. Hoy guarda los Archivos Estatales y la Biblioteca Comunal.
- La basílica de Santa María de Steccata, construida en 1521, para albergar la imagen de Santa María, venerada por los parmesanos.

## Deportes
| Equipo                                         | Deporte          | Competición                              | Estadio                           | Creación    |
| ---------------------------------------------- | ---------------- | ---------------------------------------- | --------------------------------- | ----------- |
| Parma Calcio 1913                              | Fútbol           | Serie A                                  | Stadio Ennio Tardini              | 1913        |
| Zebre Rugby Rugby Parma GranDucato Parma Rugby | Rugby            | Super 10                                 | Stadio XXV Aprile                 | 2010        |
| Parma Panthers                                 | Fútbol americano | Italian Football League                  | Stadio XXV Aprile                 | 1981        |
| Parma Baseball                                 | Béisbol          | Liga Italiana de Béisbol                 | Stadio Quadrifoglio - Aldo Notari | 1949        |
| Pallavolo Parma (extinto)                      | Voleibol         | Serie A1 masculina de Voleibol de Italia | PalaRaschi                        | 1946 - 2004 |

## Ciudades hermanadas
Parma está hermanada con las siguientes ciudades:
- Bourg-en-Bresse (Francia)
- Guadalajara (España)
- Liubliana (Eslovenia)
- Mánchester (Reino Unido, acuerdo de cooperación)
- Milwaukee (Estados Unidos)
- Rosario (Argentina)
- Shijiazhuang (China)
- Szeged (Hungría)
- Tours (Francia)
- Worms (Alemania)